# Pseudophilotes astabene
Pseudophilotes astabene är en fjärilsart som beskrevs av Arthur Francis Hemming 1932. Pseudophilotes astabene ingår i släktet Pseudophilotes och familjen juvelvingar. Inga underarter finns listade.